# Hobbs & Shaw
Fast Hobbs & ShawShaw és una pel·lícula estatunidenca d'acció dirigida per David Leitch i escrita per Chris Morgan. Es tracta d'un spin-off de The Fast and The Furious amb els personatges Luke Hobbs (Dwayne Johnson) i Deckard Shaw (Jason Statham) enfrontant-se a un terrorista conegut com "Brixton Lore" (Idris Elba); amb l'ajuda de la germana de Deckard, Hattie Shaw (Vanessa Kirby). La pel·lícula va ser estrenada l'1 d'agost de 2019 gràcies a Universal Pictures. Ha estat subtitulada al català.

## Argument
A Londres, Hattie Shaw i el seu equip d'agents del MI6 intenten recuperar un supervirus programable anomenat 'Snowflake' de l'organització terrorista Eteon. Brixton Lore, un operatiu d'Eteon amb implants cibernètics que li permeten realitzar gestes sobrehumanes, arriba i mata tots els agents excepte a Hattie; que s'injecta el Snowflake abans d'escapar. Brixton li carrega les culpes a Hattie per tots els morts i pel robatori de Snowflake, forçant-la a fugir de la justícia.
Luke Hobbs i Deckard Shaw, el germà de Hattie, han sigut informats de la desaparició del virus i se'ls demana que treballen junts per a recuperar-ho.

## Repartiment
- Dwayne Johnson com a Luke Hobbs, un agent federal que treballa pel DSS i que està barallat amb Shaw després dels esdeveniments de Furious 7 i The Fate of the Furious.
- Jason Statham com a Deckard Shaw, un antic assassí de les Forces especials britàniques convertit en mercenari; ell havia restat empresonat per culpa de Hobbs després de matar a Han. Després de la seua derrota en Los Angeles, Shaw continua barallat amb ell. S'uneix a Hobbs per perseguir a Lore.
- Idris Elba com a Brixton Lore, un ex-agent del MI6, terrorista cibernètic internacional i cervell criminal que està en conflicte amb Hobbs i Shaw a causa de la creació d'un virus mortal que podria acabar amb tota la humanitat.
- Vanessa Kirby com a Hattie Shaw, un agent de camp del MI6 i la germana d'Owen & Deckard.
- Eiza González com a Madame M, una vella amiga de Deckard.
- Eddie Marsan com el Professor Andreiko, el creador del virus. Ell ara té l'objectiu de destruir-ho.
- Helen Mirren com a Magdalene Shaw, la mare de Deckard, Owen i Hattie. Mirren reprèn el seu paper de Fast & Fury 8.